# 普拉沃斯拉夫·拉達
普拉沃斯拉夫·拉達（Pravoslav Rada，1923年10月14日—2011年4月23日），捷克陶藝家。
1939年和1943年期间，他就读于霍里切（Hořice）雕塑石匠艺术学校。1943年至1949年就读于艺术设计学院，师从于J. Lauda、B. Stefan 及 O. Eckert。1958年和1960年间，他完成了他的研究与研究助理工作。1947年，他得到了丹麦政府一年的奖学金，并选择在艺术学院学习，访问娜塔莉Kreb车间。1968年和1969年间，他在美国纽黑文新南康涅狄格州立大学讲学。
他还是Bilance机构的创始人之一，自1956年以来也是日内瓦国际陶瓷学院的成员，布拉格Umělecka beseda（艺术家协会）成员、美术家和陶瓷协会成员。他多次参加在Wilhelmsburg，Bechyn Uherské Hradište（1971、1970）和奥地利（1961年）举办的国际陶瓷研讨会。
他的作品被捷克许多私人和公共场所收藏，尤其是捷克装饰艺术博物馆、布尔诺摩拉维亚美术馆和Bechyn 的Aleš美术馆。在国外，意大利小镇Faenze、日内瓦Ariana博物馆以及德国的汉堡和弗雷兴都可以看到他的作品。他的作品于1958年在布鲁塞尔举行的世界博览会中荣获金牌。此外，在布拉格AIC国际陶瓷展览中也赢得金牌。他出版了数本关于现代陶瓷和陶瓷技术的书籍，有捷克语版本以及其他六种语言版本。
普拉沃斯拉夫·拉達经典的捷克陶瓷，主要是创作形象化的动物（鱼、猫、鸟）、神话（精灵、天使和大天使）和人类。拉達善于使用多种材料，包括陶瓷和陶瓷饰面，进行了广泛和多样化的机智、夸张、讽刺和巧妙的艺术表现。他大胆使用对比鲜明的釉色，贴花或传输图片到瓷器上，创造了许多高水平的雕塑瓷器作品。他的作品丰富了文化中心、购物中心、学校或住房等的公共空间，这些作品不仅特点鲜明，让人一眼就能识别出来，而且极其原创。